# Perdeu a Razão
"Perdeu a Razão" é uma canção da cantora brasileira Joelma com participação da cantora e compositora compatriota Marília Mendonça, lançada em 8 de março de 2018 de forma independente.

## Composição e gravação
Composta por Gabriel Agra, Thales Lessa e Waléria Leão, "Perdeu a Razão" conta a história de um homem que agrediu sua companheira ao descobrir que ela o traiu e, após a agressão, foi preso, enquanto a mulher seguiu sua vida em um novo relacionamento. Joelma destacou que a canção serve de alerta para que pessoas denunciem casos de abuso e de violência contra a mulher. Ela contou que a música "veio para tirar os resíduos que ainda tinha" de sua infância difícil, marcada pela violência doméstica vivida na família:
"Na minha infância eu tenho uma lembrança muito grande [...] da violência dentro de casa, do meu pai espancando a minha mãe, e eu, com cinco anos de idade, presenciar um momento tão difícil, e não poder fazer nada. [...] Você se sente impotente, incapaz, de acudir uma pessoa que tu amas. É muito difícil, me marcou a vida inteira. Essa música veio para cicatrizar esta ferida."
Quando a cantora recebeu a canção da compositora Waléria Leão, ela hesitou em gravar, mas percebeu a importância do tema ao ver uma campanha de violência contra a mulher e não poderia deixar passar; ela, então, convidou a cantora Marília Mendonça para participar da canção por ser "a pessoa certa para esta música". "Perdeu a Razão" foi gravada nos estúdios LKS Music, em Goiânia, sendo produzida por Blener Maycom, responsável pela produção musical de vários artistas do sertanejo, o que levou a mídia a divulgar que Joelma se migraria definitivamente para o gênero; a cantora negou dizendo: "A essência da minha carreira eu não perco jamais. Sempre misturei muitos elementos em minhas músicas. [...] Nessa nova, só juntamos o sertanejo da Marília com minha música do Pará e chegamos a esse resultado."

## Lançamento e divulgação
"Perdeu a Razão" foi lançada em 8 de março de 2018, no Dia Internacional da Mulher. A canção foi bastante promovida com apresentações ao vivo em programas de televisão. Joelma fez a primeira apresentação televisionada da canção no É de Casa em 7 de abril de 2018. No mesmo dia, a cantora a interpretou no Programa da Sabrina, juntamente com "Voando pro Pará". No dia 18 do mesmo mês, ela performou a canção no Programa do Ratinho, junto com "Se Vira Aí". Em maio, a canção foi apresentada nos programas Eliana, Todo Seu, Ritmo Brasil e Hora do Faro. Em junho, cantou a faixa no Encontro com Fátima Bernardes e no Altas Horas. Em 3 de julho, a canção foi incluída no repertório da cantora no Música Boa Ao Vivo. Em 12 de agosto de 2018, cantou a faixa novamente no Hora do Faro, junto com um medley de "Passe de Mágica" e "Acelerou".

## Vídeo musical
O videoclipe de "Perdeu a Razão" foi dirigido por Bruno Fioravanti e lançado junto com a música em 8 de março de 2018. Gravado em 1⁰ de fevereiro de 2018, o vídeo apresenta Joelma e Marília Mendonça interpretando a canção, intercalando com imagens da gravação e produção da faixa. Na parte final, traz um depoimento de Joelma, em que se emociona ao falar sobre a violência doméstica sofrida pela mãe:
"Essa música faz eu lembrar a minha infância. Aqueles 10% da minha infância que não foram bons. Tanto que quando eu fui colocar voz nessa música, chegava justamente nesses 10%, eu desabava, não aguentava, eu chorava muito. O que me traz muita força é a vida da minha mãe. Ela costurava com lamparina, até 2 da manhã, para conseguir entregar a roupa. Ela ia dormir lá para as três da manhã, e o meu pai chegava embriagado e espancava ela."
No YouTube, o videoclipe alcançou a marca de um milhão de visualizações em menos de 48 horas.

## Desempenho comercial
Antes mesmo de ser lançada, "Perdeu a Razão" alcançou o topo da iTunes Store brasileira. No Spotify Brasil, a canção estreou na terceira posição da parada Viral 50.